# Douglas E. Smith
Pour les articles homonymes, voir Douglas Smith et Smith.
Douglas E. Smith, ou simplement Doug Smith, né le 28 octobre 1960 et mort le 7 septembre 2014, est un concepteur de jeux vidéo américain. Il est notable pour avoir conçu le jeu Lode Runner en 1983 considéré comme une œuvre référence des années 1980,,,.
Doug Smith, originaire de Renton dans l'État de Washington, écrit son jeu le plus célèbre alors qu'il est étudiant en architecture à l'Université de Washington. Il conçoit la  base du gameplay au cours d’un week-end en langage d'assembleur 6502 sur un Apple II+. Il emprunte de l'argent pour acheter un moniteur couleur et une manette de jeu et continue à améliorer le jeu. Aux alentours de Noël 1982, il soumet le jeu à quatre éditeurs et reçoit rapidement des offres. Il passe un accord avec Brøderbund et le jeu est publié en 1983. C'est l'un des premiers jeux à inclure un éditeur de niveau,,.
Au cours des années 1990, il devient producteur exécutif de la version anglaise de Secret of Mana et contribue à la localisation de Chrono Trigger. Il est également le producteur exécutif de Secret of Evermore, sorti en 1995.
Il meurt en 2014 à l'âge de 53 ans.